# بترو أوبارين
بترو أوبارين (بالأوكرانية: Опарін Петро Андрійович)‏ هو لاعب كرة قدم أوكراني في مركز الدفاع، ولد في 13 مايو 1991 في مدينة ساكي في أوكرانيا. شارك مع منتخب أوكرانيا تحت 17 سنة لكرة القدم. أما مع النوادي، فقد لعب مع شاختار دونيتسك ونادي تافريا سيمفروبول.

## وصلات خارجية
- بترو أوبارين على موقع اتحاد أوكرانيا (الإنجليزية)
- بترو أوبارين على موقع قاعدة بيانات كرة القدم.إي يو (الإنجليزية)
- بترو أوبارين على موقع قاعدة بيانات كرة القدم.إي يو (الإنجليزية)
- بترو أوبارين على موقع Soccerway.com (الإنجليزية)